# آسمان بزرگ (فیلم)
آسمان بزرگ (انگلیسی: The Big Sky) فیلمی در ژانر وسترن به کارگردانی هاوارد هاکس است که در سال ۱۹۵۲ منتشر شد.

## بازیگران
- کرک داگلاس
- آرتور هانیکات
- دیوی مارتین
- استیون گری
- هنک وردن
- جیم دیویس
- بادی بر
- دان بدو
- رابرت هانتر
- فرد گراهام